# 岩田美幸
岩田 美幸（いわた よしゆき）は、日本の国土交通技官。内閣官房内閣参事官や、内閣府沖縄総合事務局次長などを経て、日本建設業連合会常務執行役。

## 人物・経歴
1990年京都大学大学院工学研究科交通土木工学専攻修了、建設省入省。建設省関東地方建設局八ッ場ダム工事事務所計画課長、建設省関東地方建設局企画部企画調査官、建設省関東地方建設局企画部積算調査官、国土交通省大臣官房技術調査課課長補佐等を経て、2002年国土交通省大臣官房技術調査課建設コスト管理企画室課長補佐。同年国土交通省総合政策局国際建設課付。2003年外務省在オーストラリア日本国大使館一等書記官。2006年国土交通省関東地方整備局荒川下流河川事務所長。2008年国土交通省関東地方整備局企画部企画調整官。2011年国土交通省大臣官房技術調査課技術企画官。2014年国土交通省水管理・国土保全局河川環境課河川保全企画室長。2015年内閣官房内閣参事官（内閣官房副長官補（事態対処・危機管理担当）付）。2017年国土交通省中部地方整備局企画部長。2020年内閣府沖縄総合事務局次長（開発建設担当）。2022年国土交通省大臣官房付、退官、日本建設業連合会常務執行役、日本下水道新技術機構評議員、21世紀職業財団理事。